# Sudimantas di Eišiškės
Sudimantas di Eišiškės (... – 1394) è stato un nobile lituano vissuto tra la fine del XIV secolo e l'inizio del XV secolo.

## Biografia
Sudimantas compare per la prima volta in fonti scritte nel 1382, quando assieme al duca ribelle Vitoldo, in fuga dal Granducato di Lituania, chiese asilo allo Stato monastico dei Cavalieri Teutonici. Menzionato in un documento sottoscritto da Vitoldo a Königsberg il 30 gennaio 1384, egli partecipò in qualità di comandante dell'esercito di Vitoldo (capitaneus Wytaudi) quando quest'ultimo attaccò, assieme all'Ordine teutonico, i dintorni di Ukmergė. Nel documento summenzionato del 1384, si dice che Sudimantas fosse di Wesisken, una versione probabilmente riportata in maniera errata della città di Eišiškės. Quando in seguito Vitoldo rinnegò i crociati, pare che uccise due cavalieri teutonici durante la presa del castello di Jurgenburg (Jurbarkas). Nelle descrizioni degli itinerari di guerra dei crociati in Lituania (Litauische Wegeberichte) risalenti al 1385-1387, si menziona un castello abbandonato a Eišiškės che probabilmente appartenne a Sudimantas.
Nel 1388 fu testimone dell'emanazione dei privilegi assegnati da Vitoldo agli ebrei residenti a Brėst. In seguito Sudimantas decise di allontanarsi d suo alleato e prendere le parti del granduca Jogaila, avvertendo suo fratello Kaributas dell'attacco a Vilnius che Vitoldo voleva effettuare nel 1389. Nel 1393, il libro del tesoro di Jogaila riferisce di una cintura d'oro donata a Sudimantas.
Nel 1394, durante un'incursione effettuata dai Cavalieri teutonici, fu catturato e ucciso per tradimento. Le cronache cristiane lo indicano come cognato o parente di Vitoldo. Secondo lo storico I. Jonynas, la prima moglie di Vytautas, Anna, era la sorella di Sudimantas.